# Ardagger
Ardagger je městys v Mostviertelu (moštové čtvrti) v Dolních Rakousích v okrese Amstetten. Bývá také označovaný jako brána k Strudengau.

## Geografie
Městys Ardagger leží v jihozápadní části Dolních Rakous vložený mezi Dunajem a pahorkovitou krajinou Mostviertelu na Moststraße.
Lužní lesy, krajina u Ardaggeru při povodních bývá zaplavená. K ochraně při ohrožení povodněmi je městys Ardagger chráněn ochrannými sjízdnými hrázemi.

### Členění obce
Městys Ardagger sestává ze čtyř katastrálních území, které současně tvoří jednotlivé části obce:
- Ardagger městys
- Ardagger (klášter)
- Kollmitzberg
- Stephanshart

## Historie
Ve starověku bylo území součástí provincie Noricum. První zmínka o dnešním městyse byla v roce 823 v listině Karla Velikého biskupovi v Pasově, kterou přenechává zastavitelné pozemky.
Dne 7. ledna 1049 byl založený kolegiální klášter Ardager.
V roce 1850 byla založena politická obec Ardagger městys, Ardagger klášter, Kollmitzberg. Stephanshart byl roku 1971 také přičleněn k obci Ardagger. Katastrální území mají silnou samostatnost.

### Náboženství
Přes 97 % stálého obyvatelstva je římskokatolického vyznání.

## Politika
Starostou městyse je Johannes Pressl (ÖVP), vedoucí kanceláře Wilhelm Moser.
Po volbách 2010 je ve společném obecním zastupitelstvu 23 křesel rozděleno podle získaných mandátů:
- ÖVP 17
- SPÖ 2
- FPÖ 2
- Občané 2

## Hospodářství a infrastruktura

### Doprava
Při Tiefenbachu, jedna obecní část Kollmitzberg vede přes Dunajský most do Grein. I obecní část Ardagger Markt má přístav a přístaviště pro Dunajské lodě.

### Turismus
Ardagger a jeho klášter 950 let starý leží na tzv. "Moststraße".